# الفرع الذقني للشريان السنخي السفلي
الفرع الذقني للشريان السنخي السفلي (بالإنجليزية: Mental branch of inferior alveolar artery)‏‏ هو شريان يتفرعُ من شريان سنخي سفلي.